# Orconectes leptogonopodus
Orconectes leptogonopodus är en kräftdjursart som beskrevs av Hobbs 1948. Orconectes leptogonopodus ingår i släktet Orconectes och familjen Cambaridae. IUCN kategoriserar arten globalt som livskraftig. Inga underarter finns listade i Catalogue of Life.